# Гордеев, Андрей Анатольевич
Андрей Анатольевич Гордеев (укр. Андрій Анатолійович Гордєєв; род. 13 июня 1983, с. Надеждовка, Чаплинский район, Херсонская область) — украинский политик, народный депутат Украины VIII созыва, экс-председатель Херсонской областной государственной администрации.

## Образование
В 2009 году окончил Киевский национальный экономический университет имени Вадима Гетьмана, магистр права.
В 2014 году окончил Национальную академию государственного управления при Президенте Украины, магистр управления общественным развитием.

## Карьера
2003—2004 — юрисконсульт ОАО "Завод «Дельта».
2004—2012 — юрисконсульт, начальник юридического отдела ООО «Механический завод».
2012—2014 — помощник-консультант народного депутата Украины.
2014—2016 — народный депутат Украины от избирательного округа № 183 (Херсонская область), член фракции партии «Блок Петра Порошенко». Председатель подкомитета по вопросам государственного долга и финансирования государственного бюджета комитета Верховной Рады по вопросам бюджета.
В соответствии с Указом Президента Украины от 28 апреля 2016 под № 178/2016 назначен Председателем Херсонской областной государственной администрации. 5 апреля 2019 года подал заявление на имя президента Украины Петра Порошенко с просьбой об отставке с поста председателя обладминистрации по собственному желанию.
Член Совета Херсонской областной общественной организации "Общественное движение «Возрождение Херсона».
С 6 ноября 2020 года депутат Херсонского городского совета VI созыва.

## Личная жизнь
Разведён, имеет сына.